# Scutiger gongshanensis
Espèce
Statut de conservation UICN

 LC  : Préoccupation mineure
Scutiger gongshanensis est une espèce d'amphibiens de la famille des Megophryidae.

## Répartition
Cette espèce est endémique du Nord-Ouest de la province du Yunnan en République populaire de Chine. Elle se rencontre entre 2 500 et 3 850 m d'altitude. Sa présence est incertaine en Birmanie,.

## Étymologie
Son nom d'espèce, composé de gongshan et du suffixe latin -ensis, « qui vit dans, qui habite », lui a été donné en référence au lieu de sa découverte, le xian de Gongshan.

## Publication originale
- Yang, Su & Li, 1979 : New species and new subspecies of amphibians and reptiles from Gaoligong Shan, Yunnan. Acta Zootaxonomica Sinica, Beijing, vol. 4, no 2, p. 185-188.